# Andrew Carrick Gow
Andrew Carrick Gow, né le 15 juin 1848 à Londres - mort le 1er février 1920 dans la même ville, est un peintre britannique spécialisé dans l'histoire britannique et européenne, ainsi que dans les portraits et le genre.

## Galerie photographique

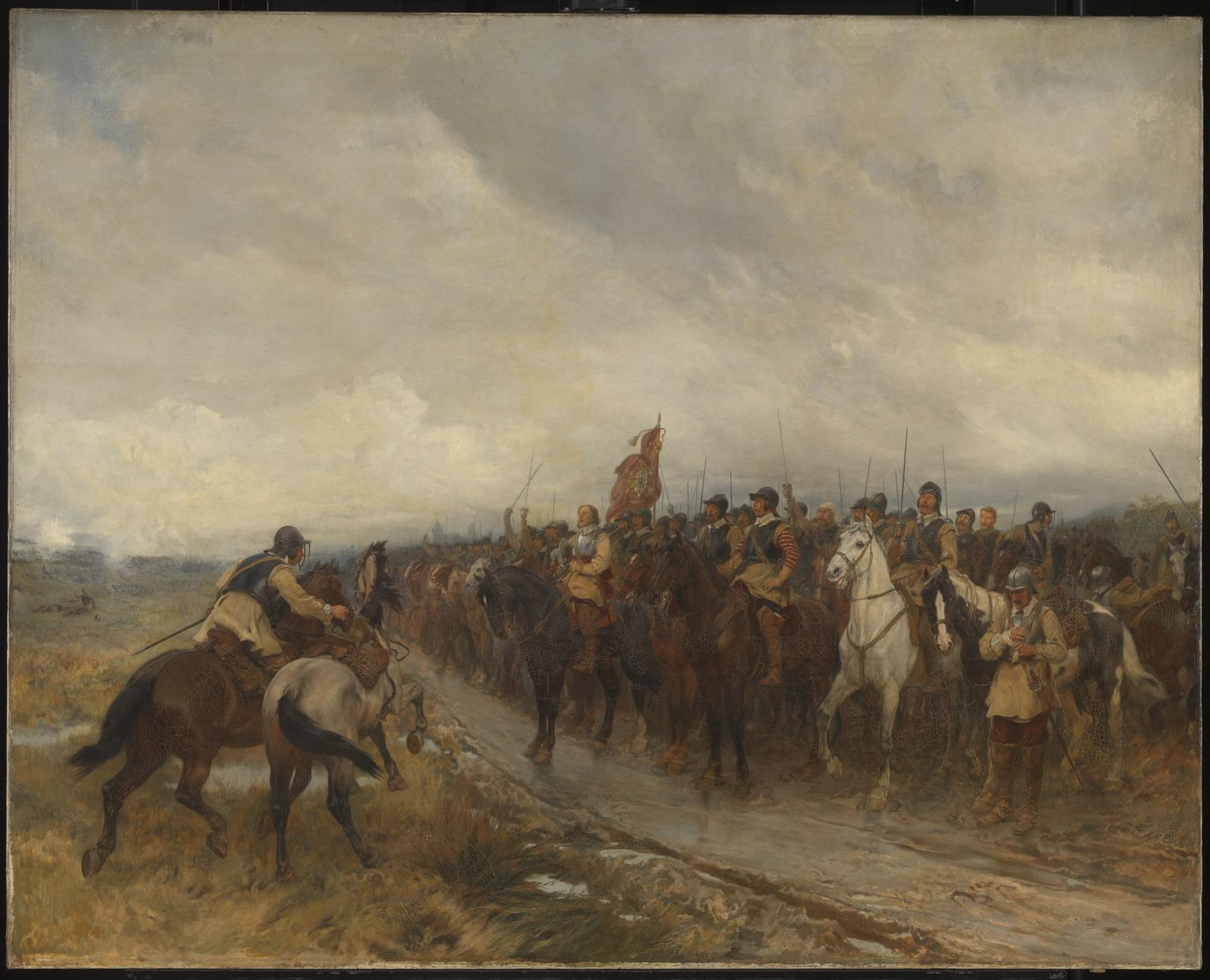
Cromwell à Dunbar
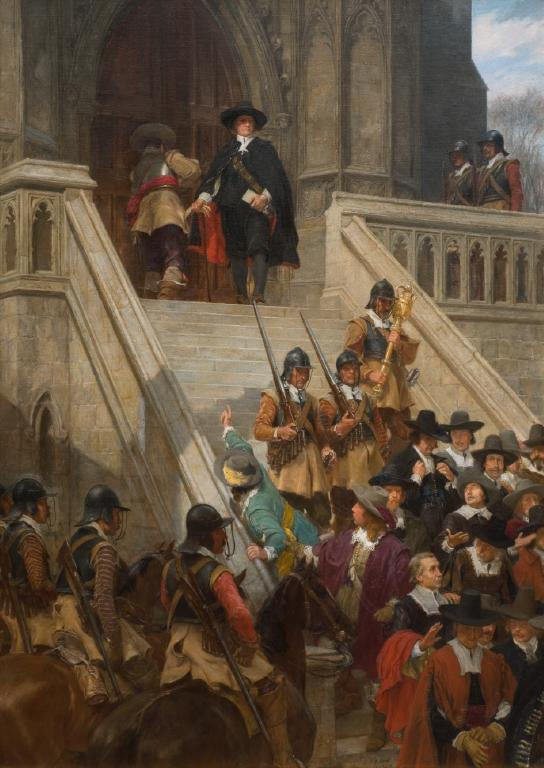
Cromwell dissolvant le Long Parlement